# Waarborgfonds Motorverkeer (Nederland)
Het Waarborgfonds Motorverkeer (WBF) is een Nederlands waarborgfonds dat in bepaalde situaties opkomt voor de slachtoffers van een verkeersongeval waarbij een motorrijtuig is betrokken. De Belgische tegenhanger is het Gemeenschappelijk Motorwaarborgfonds.

## Wanneer recht op schadevergoeding
Recht op schadevergoeding bestaat bij de volgende situaties: 
- Er is sprake van een onbekend motorrijtuig en de benadeelde heeft alles in het werk gesteld om de identiteit te achterhalen;
- Er is sprake van een onverzekerd motorrijtuig en de benadeelde heeft de eigenaar tot betaling gemaand;
- Er is sprake van een gestolen motorrijtuig en de benadeelde heeft geprobeerd een vergoeding van de dader te krijgen;
- De betrokken verzekeraar is insolvent;
- Er is sprake van een vrijgestelde gemoedsbezwaarde en de benadeelde heeft geprobeerd een vergoeding van de dader te krijgen.

Voorwaarden 
- Er moet burgerrechtelijke aansprakelijkheid zijn;
- De schade moet door een motorrijtuig zijn veroorzaakt;
- De benadeelde moet aantonen dat hij de aansprakelijke persoon (voor zover bekend) tot betaling heeft gemaand;
- Voor zaakschade geldt een eigen risico van € 250,--

Het waarborgfonds heeft verhaalsrecht op aansprakelijke personen.

## Financiering
- Bijdrage door autoverzekeraars;
- De staat doet een even grote bijdrage;
- Vrijgestelde gemoedsbezwaarden betalen verplicht jaarlijks een vast bedrag;
- Boetes, opgelegd door rechter aan niet-verzekerden die de verzekeringsplicht niet zijn nagekomen.

## Schadelast
Na jarenlange toennemende schadelast, is de schadelast in 2005 en 2006 gedaald. In 2004 werd een hoogtepunt bereikt. In totaal werden 64.070 verzoeken tot schadevergoeding gehonoreerd wat een schadelast opleverde van € 77,8 mln. In 2005 daalde het aantal gehonoreerde claims naar 58.070 (schadelast € 63,8 mln) naar het niveau van 2002. In 2006 werden 51.919 verzoeken gehonoreerd, met een schadelast van € 55,8 mln. 
De schadelast van 2006 is als volgt onderverdeeld: 
- Parkeerschade € 24,8 mln
- Wegmeubilair € 11,0 mln
- Rijdende schade € 8.4 mln
- Personenschade € 11,6 mln